# Bassie & Adriaan: De Verzonken Stad
Bassie & Adriaan: De verzonken Stad (1989) is de zevende televisieserie van het Nederlandse televisieduo Bassie en Adriaan.

## Verhaal
Bassie en Adriaan gaan op vakantie naar Griekenland. Ze willen uitrusten van het 'boevenvangen' in Nederland. Tijdens een duik in zee bij een rondleiding op Kreta, vindt Bassie een steen met geheimzinnige tekens. Bassie en Adriaan gaan proberen te achterhalen wat de tekens betekenen, met behulp van Robin, die tijdelijk bij Danny Verbiest logeert in België. Ze faxen Robin een kopie van de steen zodat hij hem kan ontcijferen.
Ondertussen zijn de Baron, B2 en Vlugge Japie uit de gevangenis ontsnapt en naar Griekenland gevlucht. Daar komen ze door een stom toeval hun grootste vijanden tegen: Bassie en Adriaan. De boeven luisteren Bassie en Adriaan af en bespieden hen, waardoor ze ook achter de geheimzinnige steen komen. De boeven denken dat deze steen naar een schat leidt, en hen de rijkste mannen van de wereld maakt. Maar de steen is wel in Bassies bezit. De boeven proberen hem te stelen, en zo de schat te vinden, dus moet Bassie de steen extra goed bewaken. Eenmaal slagen de boeven er zelfs in Bassie en Adriaan te ontvoeren en achter te laten op een onbewoond eilandje even voor de kust van Kreta en de steen daarbij te pakken te krijgen, maar de twee kunnen ontsnappen.
Beetje bij beetje worden meer stukken van de steen vertaald. Uiteindelijk lijkt de oplossing van het mysterie op het eiland Rhodos te liggen, maar hier vinden ze niets. Wel lokken Bassie en Adriaan daar de boeven in de val met behulp van twee poppen, die sprekend op hen lijken. Hiermee doen ze het lijken alsof ze overal tegelijk zijn, waardoor de boeven zo gek worden dat ze zichzelf uiteindelijk aangeven op het politiebureau. Hiermee krijgen ze ook de steen terug.
Terug in België bij Danny zijn de tekens op de steen ontcijferd met behulp van een computerprogramma dat Danny voor Robin kocht. Met de steen erbij moeten zij de spreuk die ontcijferd is hardop voorlezen. De volledige vertaalde tekst luidt: 
Je hoeft geen wijze man te zijn of macht te hebben. Je hoeft niet de kracht te bezitten die Thira verwoestte of zo groot te zijn als de kolos van Rhodos. Je hebt maar drie dingen nodig en als je die hebt, ben je de rijkste mens van de wereld. Lees deze woorden achter elkaar voor en de steen zal het antwoord geven.
Door de spreuk ontbrandt de steen en vormen zich nieuwe letters die de grootste schat van de wereld onthullen: vrijheid, gezondheid en geluk.

## Achtergrond

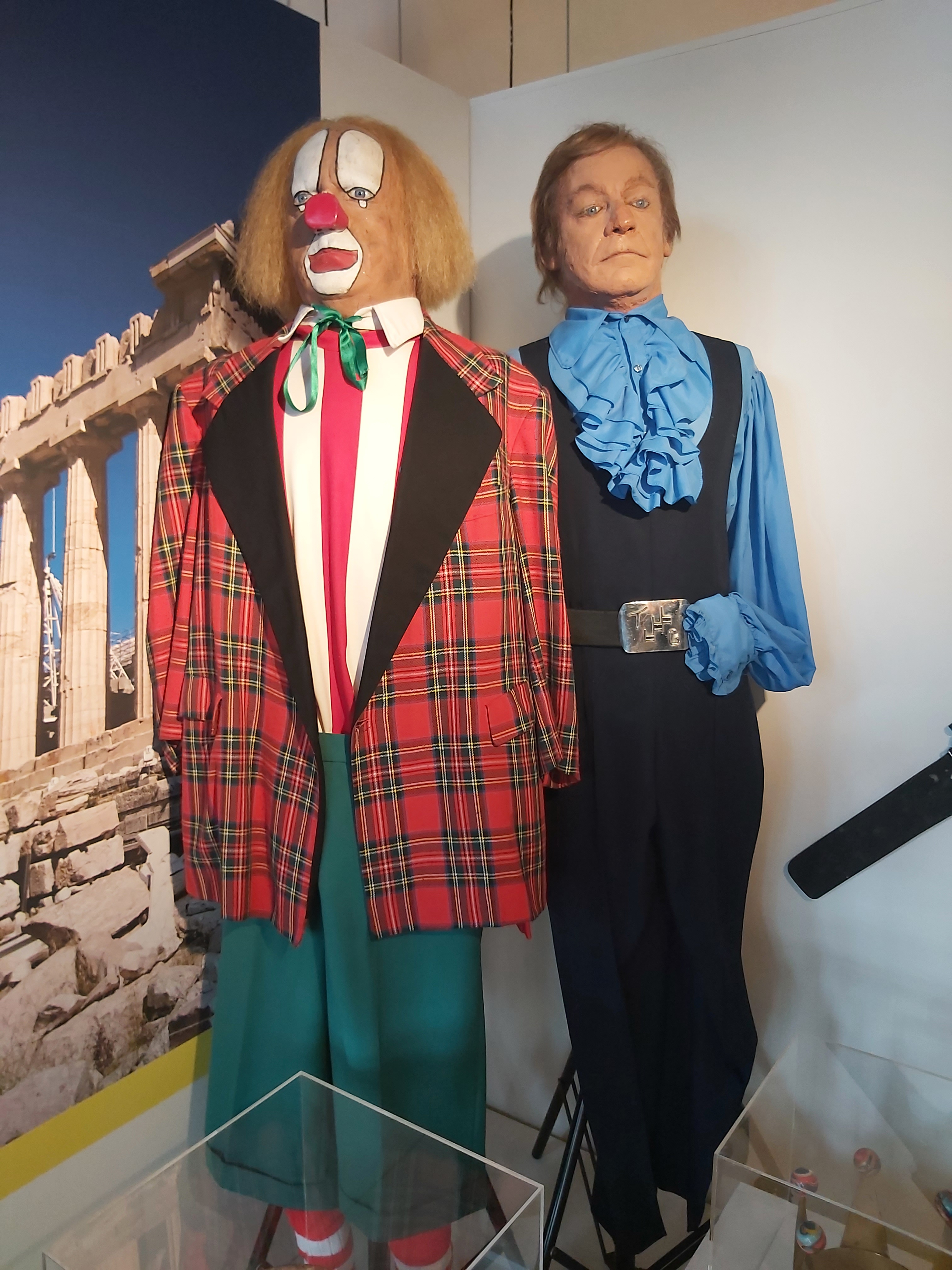
De Bassie en Adriaan-poppen die gebruikt werden in de serie.

De huwelijksreis van Aad en Ina van Toor vond in september 1987 plaats op Kreta. Ze hadden tijdens deze reis verschillende mooie plekjes gezien en na een korte tijd werd besloten hier de volgende serie op te nemen. 
In februari 1988 vond er twee weken lang een werkbezoek plaats om te kijken naar diverse locaties in Griekenland. Het verhaal van de serie kwam pas na thuiskomst op papier. De opnames in Griekenland vonden plaats in juni 1988. De opnames van de binnenkant van het boevenhuis en de hotelkamer van Bassie en Adriaan vonden plaats in Nederland. Een pakhuis aan de Oosthavenkade in Vlaardingen diende als filmstudio. De serie is gemaakt met een budget van een half miljoen gulden.
Dit is de laatste serie waarin een droomwereld voorkomt. Tevens is dit de laatste serie met B2 en Robin de robot. Ook de wandelstok van de Baron is hier voor het laatst te zien. Het personage adjudant Van der Steen bestaat hier nog steeds, maar alleen aan de telefoon: hij komt in de serie niet in beeld.
De eerste herhaling bij de TROS was van 20 februari tot 17 april 1991. Vanaf 30 april 1990 was de serie te zien op Kindernet en bij de BRT vanaf 2 mei 1990.
De muziekarrangementen werden in deze uitzendingen gecomponeerd door arrangeur Aad Klaris en er werden verschillende nummers gebruikt als achtergrondmuziek van artiesten zoals Clannad en Jean-Michel Jarre. In 1997 kreeg Aad van Toor een zakelijk conflict met Aad Klaris en besloot toen om voor de laatste twee series nieuwe achtergrondmuziek en ook nieuwe muziekarrangementen voor de liedjes te maken in samenwerking met Bert Smorenburg. Later in 1999 werd Adrina Produkties in het gelijk gesteld door de rechter en had hiermee dus de originele muziekarrangementen mogen blijven gebruiken. Desondanks kregen deze serie en De verdwenen kroon in 2000 een nabewerking waarbij alle achtergrondmuziek werd vervangen door de nieuwe achtergrondmuziek die destijds was gemaakt. Ook de oorspronkelijke leader in Griekse stijl werd vervangen door de nieuwe versie die ook in de latere series werd gebruikt en het liedje Griekse les werd vervangen door de nieuwe versie die in De geheimzinnige opdracht werd gebruikt. 
Later in 2003 is alle achtergrondmuziek weer verwijderd en zijn dezelfde nummers van Smorenburg weer opnieuw geplaatst in stereokwaliteit en andere indeling. Ook zijn er in sommige scènes muziek van Aad Klaris behouden. De zang uit de oorspronkelijke leader werd gemonteerd op de arrangementen van de nieuwe leader, waarbij de oorspronkelijke tekst in Griekse stijl weer terug is (Maar er wordt ook veel gelachen in ons Griekse avontuur).
In 2020 werd de nieuwste nabewerking van de hele serie op YouTube geplaatst.

## Personages
| Personage    | Acteur             |
| ------------ | ------------------ |
| Bassie       | Bas van Toor       |
| Adriaan      | Aad van Toor       |
| De Baron     | Paul van Gorcum    |
| B2           | Joop Dikmans       |
| Vlugge Japie | Bas van Toor       |
| Danny        | Danny Verbiest     |
| Robin        | Stem: Ina van Toor |

## Afleveringen
| № | Titel                       | Eerste uitzenddatum Nederland |
| - | --------------------------- | ----------------------------- |
| 1 | Een rustige, luie vakantie? | 6 oktober 1989                |
| 2 | Een geheimzinnige vondst    | 13 oktober 1989               |
| 3 | Raadselachtige tekens       | 20 oktober 1989               |
| 4 | Het eiland Santorini        | 27 oktober 1989               |
| 5 | De stad Atlantis            | 3 november 1989               |
| 6 | Het paard van Troje         | 10 november 1989              |
| 7 | Wie vangt wie?              | 17 november 1989              |
| 8 | Een vreemd eiland           | 24 november 1989              |
| 9 | Het geheim van de steen     | 1 december 1989               |

## Locaties
De scènes uit de televisieserie spelen zich in Griekenland af op de volgende locaties:
- Kreta
- Santorini
- Rhodos

## Liedjes
| Nummer | Liedje              |
| ------ | ------------------- |
| 1      | Griekse les         |
| 2      | Toen ging de wekker |
| 3      | Vriendelijk zijn    |
| 4      | Dimitri             |
| 5      | In Griekenland      |

## Achtergrondmuziek
De muziek die in 2000 vervangen is:
| Uitvoerder (+ muziekschrijver) | Titel                     | Gebruikt in/bij                                                         | Album                                       |
| ------------------------------ | ------------------------- | ----------------------------------------------------------------------- | ------------------------------------------- |
| Aad Klaris                     | Diverse deuntjes          | Diverse scènes                                                          |                                             |
| Aad van Toor                   | Diverse deuntjes          | Diverse scènes                                                          | Bassie en Adriaan Op Schattenjacht - (1983) |
| Stelios Zafiriou               | Frangosyriani             | Diverse scènes                                                          |                                             |
| Jean-Michel Jarre              | Équinoxe III              | B&A duiken een steen op                                                 | Équinoxe                                    |
| Jean-Michel Jarre              | Arpegiator                | B&A zien de boeven op Santorini                                         | The Concerts in China                       |
| Jean-Michel Jarre              | Magnectic Fields 1 deel 1 | B&A gaan op Santorini terug naar de veerboot achtervolgd door de boeven | Magnetic Fields                             |
| Giorgos Zampetas               | Chasapiko (Klasiko)       | B&A zitten in de bus (stukje voor dat Bassie gaat dromen)               |                                             |
| Dimitrios Xanopolos            | Glare Pu Petas (a)        | B&A zitten op een terras op Santorini                                   |                                             |
| Clannad                        | Child Of The Sea          | Spannende scènes                                                        | Atlantic Realm                              |
| Clannad                        | The Berbers               | Bassie en Adriaan besluipen het boevenhuis                              | Atlantic Realm                              |
| Clannad                        | Predator                  | Wanneer Bassie en Adriaan elkaar kwijt zijn in de kloof                 | Atlantic Realm                              |
| Clannad                        | Atlantic Realm            | B&A zijn aan het einde van de kloof                                     | Atlantic Realm                              |
| Clannad                        | The Kirk Pride            | B&A lopen door de kloof                                                 | Atlantic Realm                              |
| Clannad                        | In Flight                 | Bassie en Adriaan op het onbewoonde eiland                              | Atlantic Realm                              |
| Clannad                        | Voyager                   | Baron koopt een doos                                                    | Atlantic Realm                              |

## Uitgave
| Jaar | Uitgever             | Medium | Opmerking |
| ---- | -------------------- | ------ | --- |
| 1992 | CNR                  | VHS    | Uitgave op twee videobanden, enkele liedjes ontbreken. - Deel 1 Een steen met vreemde tekens (titel video-uitgave 1992) - Deel 2 Het geheim van de steen (titel video-uitgave 1992) |
| 1999 | Arcade               | VHS    | Uitgebracht als dubbelbox. De achtergrondmuziek en de begintune zijn hier nieuw van Aad van Toor en Bert Smorenburg tot het liedje Vriendelijk zijn, daarna is de muziek origineel van Aad Klaris. Als Bassie en Adriaan het boevenhuis doorzoeken is de achtergrondmuziek wederom nieuw en vervolgens weer origineel. De eindtune is nieuw. In 2001 opnieuw uitgebracht door Bridge Entertainment. |
| 2002 | Bridge Entertainment | VHS    | Originele achtergrondmuziek van Aad Klaris volledig vervangen door achtergrondmuziek van Aad van Toor en Bert Smorenburg op één VHS. |
| 2003 | Bridge Entertainment | Dvd    | Digitaal opgeknapt met volledig nieuwe achtergrondmuziek nu in stereo kwaliteit en andere indeling. De zang uit de oorspronkelijke leader is gemonteerd op de arrangementen van de nieuwe leadermuziek. In 2007 uitgebracht op 2 dvd's. |

## Hoorspel
In 2001 werd ook een hoorspel uitgebracht. 
| Acteurs      | Personages                |
| ------------ | ------------------------- |
| Bas van Toor | Bassie en Vlugge Japie    |
| Aad van Toor | Adriaan en De Baron en B2 |
| Ina van Toor | Stem van Robin de robot   |
|              |                           |
|              |                           |
|              |                           |

## Trivia
- Tijdens het liedje Griekse les zitten Coby en Ina van Toor (de vrouwen van Bas en Aad) achter Bassie en Adriaan op het terras. Zij zijn ook onderdeel van de groep toeristen die samen met Bassie en Adriaan de bus instappen. Onder dit gezelschap bevindt zich ook Joop Dikmans (B2) met zijn vrouw.
- De schijf die gebruikt wordt is een replica van de in 1908 in Phaestus gevonden Schijf van Phaistos.